# Porsche 924

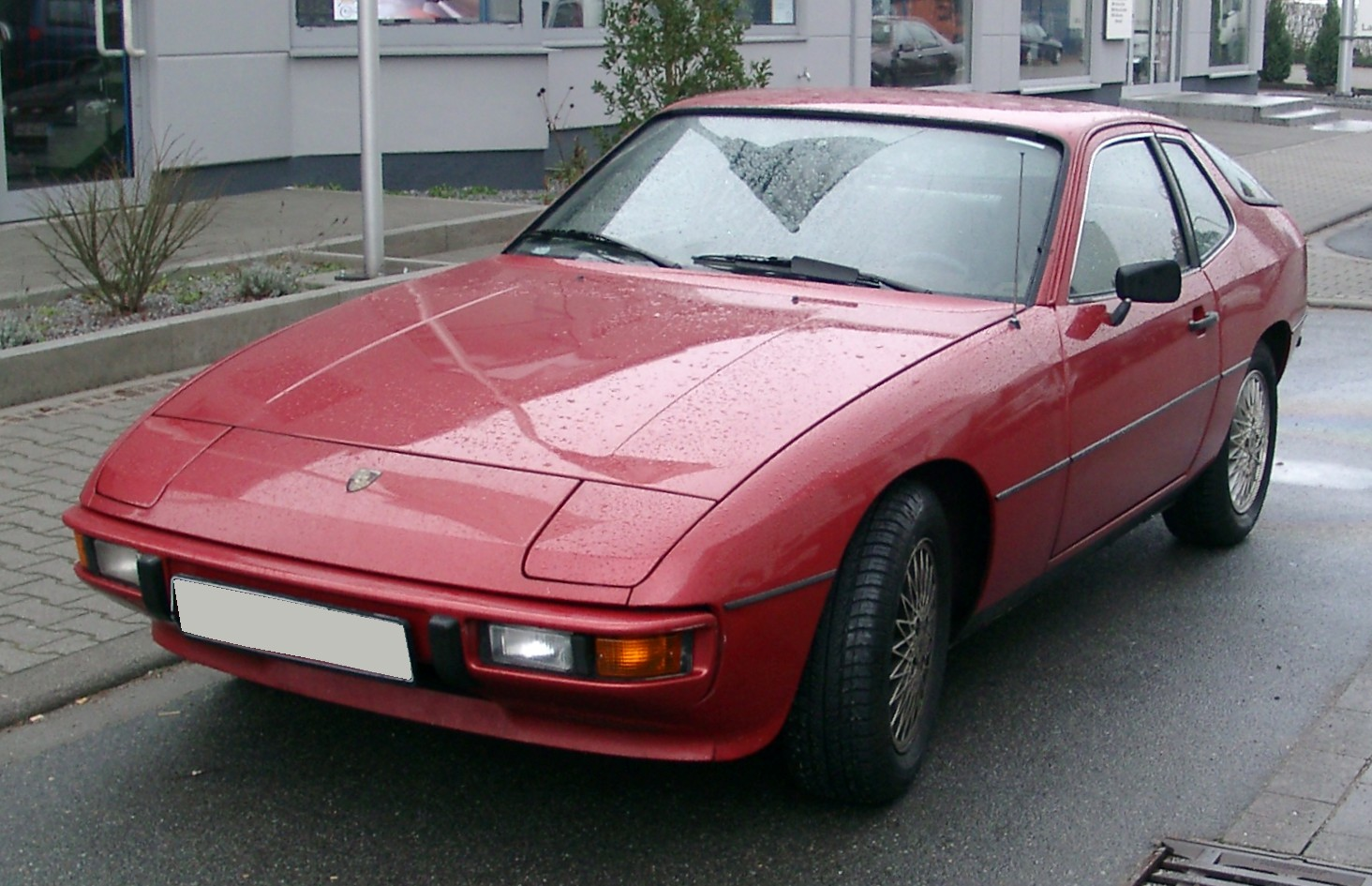
Porsche 924

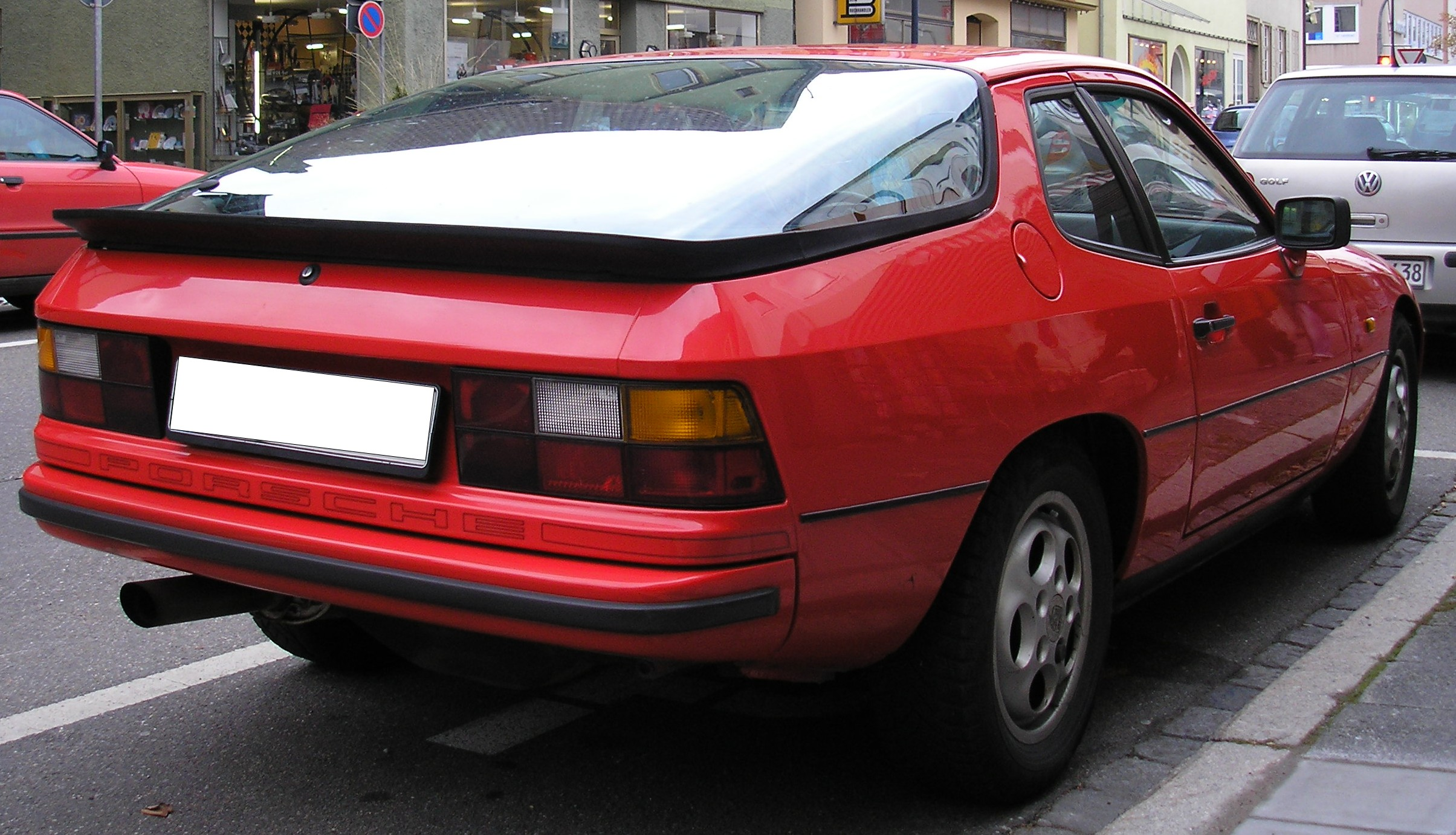
Porsche 924 bakifrån

Porsche 924 är en bilmodell från Porsche.
Porsche 924 är en 2+2-sitsig sportbil som tog över den roll Porsche 914 haft. 924:an blev en stor framgång och räddade företaget Porsche från finansiell kollaps[källa behövs]. 924 mognade till 944 som växte till 968.
Porsche 924 utvecklades hos Porsche i samarbete med Volkswagen/Audi och var tänkt att bli flaggskeppet hos Audi. Porsche designade inte bara kaross och inredning utan även chassi och drivlina. Den enda kravet från VW/Audi var att drivlinan skulle passa den existerande tvålitersmotorn från Audi 100 och Volkswagen LT. VW/Audi fick dock kalla fötter i samband med oljekrisen och sålde hela projektet till Porsche.
924:an blev snabbt känd som en välbalanserad bil att köra. Motorjournalister skrev att det var den mest hanterbara Porschemodellen från fabriken någonsin. Det enda klagomålet var om den ringa motoreffekten (125 hk) men kritiken tystnade då modellen 924 turbo släpptes (även känd som Porsche 931).
924 turbo är utseendemässigt lik 924, men få delar är utbytbara mellan dessa två modeller; bland annat utvecklade Porsche ett nytt chassi, monterade ventilerade skivbromsar runtom samt designade en ny motor där endast gjutningen av blocket var kvar av 924-motorn. 924 turbo blev dock kortvarig eftersom den blev mycket dyr, priset men även prestanda var i samma klass som 911.
Porsche 944 är en utveckling av 924:an med en av Porsche egenkonstruerad helaluminium-motor kombinerat med något förenklat chassi från 924 turbo. Porsche 944 byggdes parallellt med 924 där modellen 924S fick en nedtrimmad version av 944-motorn. Det visade sig att 924S var snabbare i både acceleration (p.g.a. lägre vikt) och toppfart (p.g.a. bättre aerodynamik) än 944 med samma motoreffekt.
Porsche 968 blev den sista modellen som utvecklades från 924:an.

## Modeller
1976 - 1978 924 produktionsbil 125hk 1168 kg 

1977 - 1977 924 Martini Rossi specialmodell

1979 - 1985 924 produktionsbil

1979 - 1979 924 Rallye Turbo 210hk avsedd för racing

1979 - 1980 924 Turbo (internbeteckning Porsche 931) 170hk 1286kg produktionsbil

1980 - 1981 924 Turbo (internbeteckning Porsche 931) 177hk 1286kg produktionsbil

1981 - 1981 924 50th Jubilee Special Edition specialmodell

1981 - 1981 924 Carrera GT (Porsche 937) 210hk specialmodell

1981 - 1981 924 Carrera GTR (Porsche 937) 375hk avsedd för racing

1982 - 1982 924 Carrera GTS (Porsche 937) specialmodell

1986 - 1987 924 S 150hk 1254kg produktionsbil

1988 - 1988 924 Lemans SE specialmodell

1988 - 1988 924 S 160hk produktionsbil